# Legio

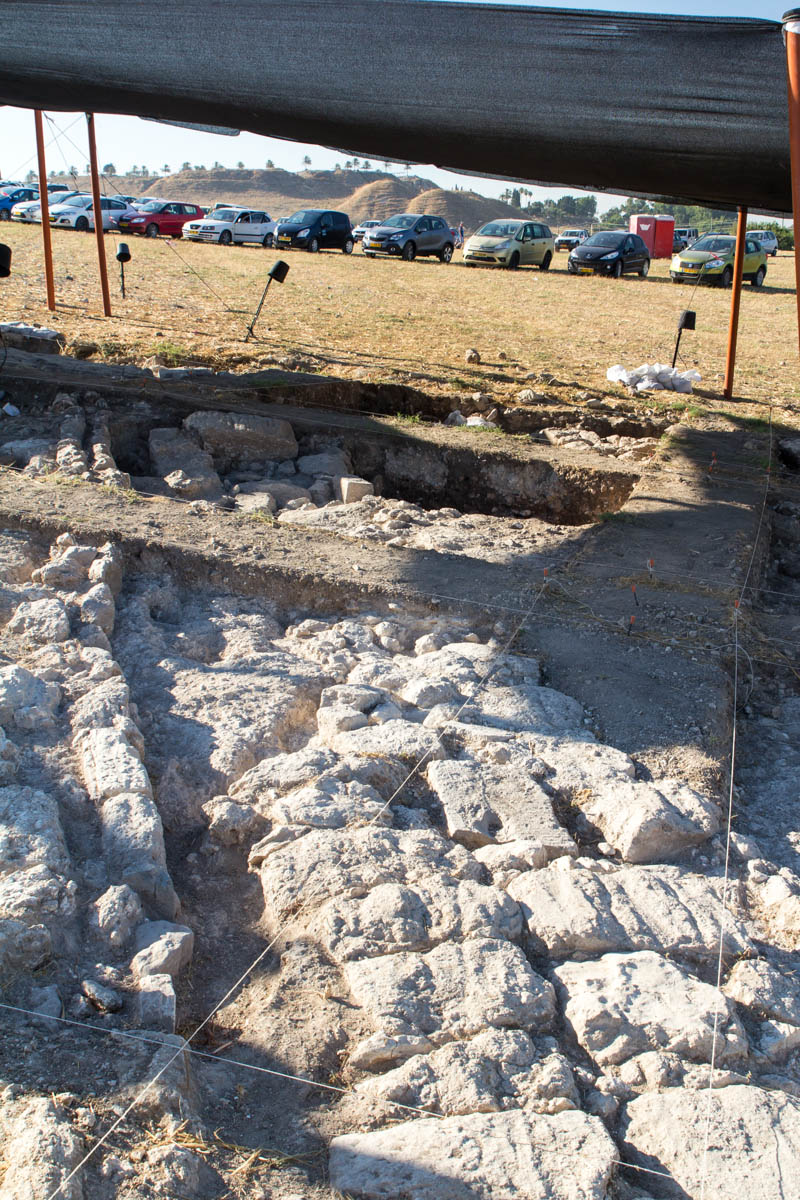
Fouilles à Legio.

Legio est un camp militaire romain situé au sud de Megiddo, dans la province romaine de Galilée. 

## Histoire
L’emplacement approximatif du camp de la Legio VI Ferrata est connu grâce à la persistance de son nom dans celui de Lajjun, un village arabe palestinien. Il se trouvait à proximité de l'ancienne ville de Rimmon, peut-être la Hadad-rimmon biblique (Za 12,11), qui au IIIe siècle fut renommée Maximianopolis (ville de Maximien) par Dioclétien en l'honneur de son co-empereur Maximien. Les deux lieux relevaient du même siège épiscopal, généralement appelé Maximianopolis, mais une liste de ces sièges emploie le nom Legionum (génitif pluriel du latin Legio ), là où l'original grec donne Maximianopolis. 

## Archéologie
De 2002 à 2003, dans le cadre d'un mémoire de maîtrise, Yotam Tepper a effectué une enquête archéologique dans la région de Legio. L'enquête a localisé le camp légionnaire sur le versant nord de la colline d'El-Manach, le village de Ceparcotani sur la colline adjacente et la ville de Maximianopolis sur le site du kibboutz contemporain Megiddo. En 2013, Tepper et le projet régional de la vallée de Jezreel ont creusé des tranchées d'environ 295 pieds sur 16,5 pieds, qui ont mis en évidence des preuves claires de la présence d'un camp. Aucun établissement militaire de ce type et de cette période n'avait encore été mis au jour dans tout l'Empire d'Orient. Les fouilles de 2013 ont découvert des ouvrages de terrassement défensifs, un rempart de circonvallation, des zones de casernement et plusieurs artefacts, dont des tuiles marquées au nom de la Sixième Légion, des pièces de monnaie et des fragments d’armure d’écaille. 
En 2017 une porte monumentale menant au quartier général du camp a été découverte, ainsi qu'une borne de pierre avec une inscription dédicatoire qui pourrait constituer une liste des commandants du camp ou des héros de la Sixième Légion. Dans les latrines du camp, plus de 200 pièces de monnaie romaines des IIe et IIIe siècles ont été retrouvées. Des restes humains incinérés ont été découverts dans une marmite. 